# Шерлок-младший
«Шерлок-младший» (англ. Sherlock, Jr., в советском прокате — «Одержимый») — классическая немая кинокомедия Бастера Китона 1924 года. Числится в Национальном кинореестре США (с 1991), обладая культурной, исторической и эстетической ценностью.

## Сюжет
Герой Бастера Китона работает киномехаником, а в свободное время зачитывается рассказами о Шерлоке Холмсе. Его мечта — стать сыщиком. Когда он приходит свататься к любимой девушке, соперник подстраивает дело таким образом, чтобы на незадачливого юношу пало обвинение в краже часов у будущего тестя. Доказать свою невиновность неудачник не может. Вечером на работе в кинотеатре горе-сыщик засыпает и видит сон о том, как он вступает на киноэкран и блистательно расследует дело о краже драгоценного ожерелья…

## В ролях
- Бастер Китон — киномеханик / Шерлок мл.
- Кэтрин Макгуайр — девушка
- Джо Китон — отец девушки

## Работа над фильмом
Китон пригласил снять фильм Роско Арбакла, однако тот отклонил предложение. Китону пришлось самому взяться за съёмки. Это был его первый фильм, который он поставил без сорежиссёров. Хотя он тщательно продумал и подготовил все трюки (в том числе одну из самых знаменитых в истории кино сцен погони), тестовые просмотры ленты оказались неудачными и её пришлось сократить до размеров короткометражки. Кроме того, во время съёмки сцены на железной дороге Китон сильно повредил шею, но доиграл сцену, невзирая на перелом позвонков. До конца жизни Китон страдал от серьёзных болей.

## Значение
Со временем «Шерлок-младший» вошёл в золотой фонд немого кино:
- За остроумное применение техники mise en abyme Рене Клер уподобил кинокомедию одному из краеугольных камней театрального авангарда — пьесе Пиранделло «Шесть персонажей в поисках автора»[1].
- Дэйв Кер назвал «Шерлока» дедушкой всего американского киноавангарда: Китон одним из первых нащупал и вскрыл связь между кинореальностью и миром подсознательных желаний[4].
- Другой известный киновед, Адо Киру, в своём исследовании сюрреализма в кино пишет о фильме Китона как об «одном из самых прекрасных сновидений в истории киноискусства»[5].
- По словам Дж. Хобермана, «Шерлок-младший» — первая в истории кино удачная парабола о том, как оно работает[6].

Вуди Аллен отдал дань уважения Китону фильмом «Пурпурная роза Каира» (1985).